# Conradtia principalis
Conradtia principalis är en skalbaggsart som beskrevs av Hermann Julius Kolbe 1892. Conradtia principalis ingår i släktet Conradtia och familjen Cetoniidae. Inga underarter finns listade i Catalogue of Life.